# Atletica leggera ai Giochi della XX Olimpiade - Salto triplo

Video della Finale

Il salto triplo ha fatto parte del programma maschile di atletica leggera ai Giochi della XX Olimpiade. La competizione si è svolta nei giorni 3 e 4 settembre 1972 allo Stadio olimpico di Monaco.

## Presenze ed assenze dei campioni in carica
| Competizione      | Atleta              | Prestazione | Monaco 1972 |
| ----------------- | ------------------- | ----------- | ----------- |
| Olimpiadi 1968    | Viktor Saneev       | 17,39 m     | Presente    |
| Commonwealth 1970 | Phil May            | 16,72 m     | Non selez.  |
| Asiatici 1970     | Mohinder Singh Gill | 16,11 m     | Presente    |
| Panamericani 1971 | Pedro Pérez         | 17,40 m     | Presente    |
| Europei 1971      | Jörg Drehmel        | 17,16 m     | Presente    |

Il vincitore dei Trials USA è John Craft con 17,12 m v.

## Risultati

### Turno eliminatorio
Qualificazione16,20 m
Dodici atleti ottengono la misura richiesta.

La miglior prestazione appartiene al campione in carica, Viktor Saneev (URSS) con 16,85.
Il primatista mondiale Pedro Perez ha una controprestazione (solo 15,72) e deve dare addio ai sogni di gloria.
| Pos. | Atleta              | Nazione          | Prove | Prove | Prove | Misura | Note |
| Pos. | Atleta              | Nazione          | 1ª    | 2ª    | 3ª    | Misura | Note |
| ---- | ------------------- | ---------------- | ----- | ----- | ----- | ------ | ---- |
| 1    | Jörg Drehmel        | Germania Est     | 16,57 |       |       | 16,57  | Q    |
| 2    | Mansour Dia         | Senegal          | 16,55 |       |       | 16,55  | Q    |
| 3    | Carol Corbu         | Romania          | 15,59 | 15,92 | 16,51 | 16,51  | Q    |
| 4    | Toshiaki Inoue      | Giappone         | 16,01 | 16,19 | 16,49 | 16,49  | Q    |
| 5    | Kristen Fløgstad    | Norvegia         | n     | 16,41 |       | 16,41  | Q    |
| 6    | Samuel Igun         | Nigeria          | 15,19 | n     | 16,33 | 16,33  | Q    |
| 7    | Mikhail Bariban     | Unione Sovietica | 16,09 | 16,12 | 16,26 | 16,26  | Q    |
| 8    | Bernard Lamitié     | Francia          | 16,24 |       |       | 16,24  | Q    |
| 9    | Gennady Bessonov    | Unione Sovietica | 16,10 | 15,95 | 16,18 | 16,18  |      |
| 10   | Esa Rinne           | Finlandia        | 15,49 | 15,98 | 15,76 | 15,98  |      |
| 11   | Mick McGrath        | Australia        | 15,40 | 15,90 | 15,32 | 15,90  |      |
| 12   | Johnson Amoah       | Ghana            | 15,79 | 15,69 | 15,84 | 15,84  |      |
| 13   | Milan Spasojević    | Jugoslavia       | 15,63 | 15,69 | 13,33 | 15,69  |      |
| 14   | Yukito Muraki       | Giappone         | 15,53 | 15,59 | n     | 15,59  |      |
| 15   | Oscar David Smith   | Stati Uniti      | n     | 14,55 | n     | 14,55  |      |
| 16   | Ghazi Saleh Marzouk | Arabia Saudita   | 13,82 | 13,41 | 13,51 | 13,82  |      |
| 17   | Martin Matupi       | Malawi           | 13,57 | n     | 13,34 | 13,57  |      |
| -    | Henry Jackson       | Giamaica         | n     | n     | n     | NM     |      |
| -    | Mohinder Singh Gill | India            | n     | n     | n     | NM     |      |

| Pos. | Atleta              | Nazione          | Prove | Prove | Prove | Misura | Note |
| Pos. | Atleta              | Nazione          | 1ª    | 2ª    | 3ª    | Misura | Note |
| ---- | ------------------- | ---------------- | ----- | ----- | ----- | ------ | ---- |
| 1    | Viktor Saneev       | Unione Sovietica | 16,85 |       |       | 16,85  | Q    |
| 2    | Michał Joachimowski | Polonia          | 16,43 |       |       | 16,43  | Q    |
| 3    | Nélson Prudêncio    | Brasile          | n     | n     | 16,42 | 16,42  | Q    |
| 4    | John Craft          | Stati Uniti      | 15,78 | 16,09 | 16,32 | 16,32  | Q    |
| 5    | Gábor Katona        | Ungheria         | 16,19 | 15,43 | 14,89 | 16,19  |      |
| 6    | Kosei Gushiken      | Giappone         | 16,19 | n     | n     | 16,19  |      |
| 7    | Giuseppe Gentile    | Italia           | 15,79 | n     | 16,04 | 16,04  |      |
| 8    | Václav Fišer        | Cecoslovacchia   | 15,96 | 15,75 | 15,75 | 15,96  |      |
| 9    | Heinz-Günter Schenk | Germania Est     | 15,54 | 15,91 | 15,41 | 15,91  |      |
| 10   | Abraham Munabi      | Uganda           | 14,74 | 15,82 | n     | 15,82  |      |
| 11   | Moise Pomaney       | Ghana            | 15,72 | 15,18 | 15,31 | 15,31  |      |
| 12   | Pedro Pérez         | Cuba             | 15,72 | 14,85 | n     | 15,72  |      |
| 13   | Tim Barrett         | Bahamas          | 15,51 | 15,43 | n     | 15,51  |      |
| 14   | Wilfredo Maisonave  | Porto Rico       | 14,07 | 14,77 | 15,38 | 15,38  |      |
| 15   | Art Walker          | Stati Uniti      | n     | 15,29 | n     | 15,29  |      |
| 16   | Patrick Onyango     | Kenya            | n     | n     | 14,74 | 14,74  |      |
| 17   | Chen Ming-Chi       | Taiwan           | n     | 14,73 | 14,11 | 14,73  |      |

### Finale
Viktor Saneev uccide di fatto la gara con un primo salto a 17,35 (aiutato da un vento di 2,2 m/s). Dopo il suo exploit si gareggia solo per le altre due medaglie. Al secondo salto il tedesco est Drehmel raggiunge i 17 metri e, dopo due nulli, al quinto tentativo atterra a 17,31 (con vento entro i limiti). Dà il tutto per tutto, ma il sesto salto non gli riesce. All'ultimo tentativo il brasiliano Prudencio, già medagliato a Città del Messico, si porta a 17,05 ed agguanta il bronzo.
| Pos.    | Atleta              | Età | Nazione          | Prove | Prove | Prove | Prove                       | Prove                       | Prove                       | Misura | Note |
| Pos.    | Atleta              | Età | Nazione          | 1ª    | 2ª    | 3ª    | 4ª                          | 5ª                          | 6ª                          | Misura | Note |
| ------- | ------------------- | --- | ---------------- | ----- | ----- | ----- | --------------------------- | --------------------------- | --------------------------- | ------ | ---- |
| Oro     | Viktor Saneev       | 26  | Unione Sovietica | 17,35 | 16,71 | 17,19 | n                           | 16,98                       | n                           | 17,35  |      |
| Argento | Jörg Drehmel        | 27  | Germania Est     | n     | 17,02 | n     | n                           | 17,31                       | 15,34                       | 17,31  |      |
| Bronzo  | Nélson Prudêncio    | 28  | Brasile          | 16,87 | 16,61 | 16,35 | 16,88                       | n                           | 17,05                       | 17,05  |      |
| 4       | Carol Corbu         | 26  | Romania          | 16,62 | 16,85 | 16,40 | n                           | 13,72                       | n                           | 16,85  |      |
| 5       | John Craft          | 25  | Stati Uniti      | 16,77 | 16,75 | 16,83 | 16,26                       | -                           | -                           | 16,83  |      |
| 6       | Mansour Dia         | 31  | Senegal          | 16,77 | 16,83 | n     | n                           | 16,15                       | n                           | 16,83  |      |
| 7       | Michał Joachimowski | 21  | Polonia          | 16,69 | n     | 14,62 | 14,98                       | n                           | n                           | 16,69  |      |
| 8       | Kristen Fløgstad    | 25  | Norvegia         | n     | 16,44 | n     | n                           | 15,97                       | n                           | 16,44  |      |
| 9       | Mikhail Bariban     | 23  | Unione Sovietica | n     | 16,30 | 15,96 | Non ammessi ai salti finali | Non ammessi ai salti finali | Non ammessi ai salti finali | 16,30  |      |
| 10      | Bernard Lamitié     | 26  | Francia          | 16,22 | 15,88 | 16,27 | Non ammessi ai salti finali | Non ammessi ai salti finali | Non ammessi ai salti finali | 16,27  |      |
| 11      | Samuel Igun         | 34  | Nigeria          | n     | 15,79 | 16,03 | Non ammessi ai salti finali | Non ammessi ai salti finali | Non ammessi ai salti finali | 16,03  |      |
| 12      | Toshiaki Inoue      | 21  | Giappone         | 15,88 | n     | n     | Non ammessi ai salti finali | Non ammessi ai salti finali | Non ammessi ai salti finali | 15,88  |      |